# فيستار

## References

### الألبومات المصغرة
| العنوان          | معلومات الألبوم                                                                   | المرتبة | المبيعات        |
| العنوان          | معلومات الألبوم                                                                   | KOR     | المبيعات        |
| ---------------- | --------------------------------------------------------------------------------- | ------- | --------------- |
| بلاك ليبل        | - صدر: مارس 4, 2015 - الشركة المنتجة: LOEN للترفية - النوع: CD، digital download  | 11      | - كوريا: 3,021+ |
| A Delicate Sense | - صدر: March 9, 2016 - الشركة المنتجة: LOEN للترفية - النوع: CD، digital download | 9       | - كوريا: 2,848+ |

### الأغاني المنفردة
| العنوان | السنة | المرتبة في المخططات الموسيقية الكورية | المرتبة في المخططات الموسيقية الكورية | المرتبة في المخططات الموسيقية الكورية | المبيعات                                           | الألبوم               |
| العنوان | السنة | KOR Gaon                              | KOR Gaon                              | كوريا هوت 100                         | المبيعات                                           | الألبوم               |
| العنوان | السنة | الألبوم                               | الديجتال                              | كوريا هوت 100                         | المبيعات                                           | الألبوم               |
| --- | ----- | ------------------------------------- | ------------------------------------- | ------------------------------------- | -------------------------------------------------- | --------------------- |
| "سي أوف مون لايت " (مع IU) | 2012  | 12                                    | 10                                    | - 921,521+                            | لوين تري سومر ستوري                                |                       |
| "فيستا" | 2012  | 9                                     | 27                                    | 28                                    | - كوريا (سي دي): 1,920+ - كوريا(تحميلات): 306,832+ | فيستا ( سينغل ألبوم)  |
| "وي دونت ستوب" | 2012  | 21                                    | 66                                    | 58                                    | - كوريا(سي دي): 1,408+ - كوريا(تحميلات): 87,319+   | وي دونتت ستوب (سينقل) |
| "وهو!" (مع Eric Benét) | 2013  | 58                                    | 80                                    | - كوريا(تحميلات): 30,599+             |                                                    |                       |
| "أي دونت نو" | 2013  | 17                                    | 63                                    | 63                                    | - كوريا(CD): 1,629+ - KOR (DL): 49,913+            | كيورس                 |
| "ون مور" | 2014  | 51                                    | 57                                    | - كوريا(DL): 62,230+                  |                                                    |                       |
| "يو أر بيتفل" | 2015  | 11                                    | 60                                    | - كوريا(DL): 65,454+                  | بلاك ليبل                                          |                       |
| "ميورو" | 2016  | 9                                     | 80                                    | - كوريا(DL): 29,347+                  | A Delicate Sense                                   |                       |
| "أبل باي" | 2016  | 84                                    | - كوريا(DL): 27,502+                  |                                       |                                                    |                       |
| "—" denotes releases that did not chart or were not released in that region. Note: Korean Billboard Hot 100 was introduced in August 2011 and was discontinued in July 2014. |       |                                       |                                       |                                       |                                                    |                       |

## وصلات خارجية
- فيستار على موقع ميوزك برينز (الإنجليزية)
- فيستار على موقع ديسكوغز (الإنجليزية)

1. ↑  "Gaon Weekly Album Chart". Gaon Chart (بالكورية). Korea Music Content Industry Association. Archived from the original on 2014-06-25. Retrieved 2014-01-27.
2. ↑  "Gaon Album Chart - March". Gaon Chart (بالكورية). Korea Music Content Industry Association. Mar 2015. Archived from the original on 2018-09-26. Retrieved 2015-04-09.
3. ↑  "Billboard K-Pop Hot 100" (بالكورية). Billboard Korea. Archived from the original on 2018-10-04. Retrieved 2014-01-20.
4. 1 2 3 4  "Billboard K-Pop Hot 100" (بالكورية). Billboard Korea. Archived from the original on 2017-06-13. Retrieved 2014-01-20.
5. ↑  [وصلة مكسورة] نسخة محفوظة 11 مايو 2020 على موقع واي باك مشين.
6. ↑  Cumulative sales for You're Pitiful":
7. ↑  Cumulative sales for "Apple Pie":